# Citrus Heights
Citrus Heights is een plaats (city) in de Amerikaanse staat Californië, en valt bestuurlijk gezien onder Sacramento County.

## Demografie
Bij de volkstelling in 2000 werd het aantal inwoners vastgesteld op 85.071.
In 2006 is het aantal inwoners door het United States Census Bureau geschat op 84.547, een daling van 524 (-0,6%).

## Geografie
Volgens het United States Census Bureau beslaat de plaats een oppervlakte van
37,2 km², geheel bestaande uit land. Citrus Heights ligt op ongeveer 41 m boven zeeniveau.

## Plaatsen in de nabije omgeving
De onderstaande figuur toont nabijgelegen plaatsen in een straal van 8 km rond Citrus Heights.